# Кобра
Кобрите са нетаксономична парафилетична група змии от семейство Аспидови (Elapidae). Те са отровни и повечето могат да издигат предната част на тялото си назад и да образуват уширена яка, когато са застрашени.
В групата на кобрите се включват следните таксони:
- Родът Кобри (Naja)
- Родът Горски кобри (Pseudohaje)[1]
- Родът Пустинни кобри (Walterinnesia)
- Родът Африкански коралови змии (Aspidelaps)[1]
- Видът Африканска черноглава плюеща кобра (Hemachatus haemachatus)[2]
- Видът Кралска кобра (Ophiophagus hannah)[3]
- Видът Арлекинова коралова змия (Micrurus fulvius)[1]